# Dalahöjdens äldreboende

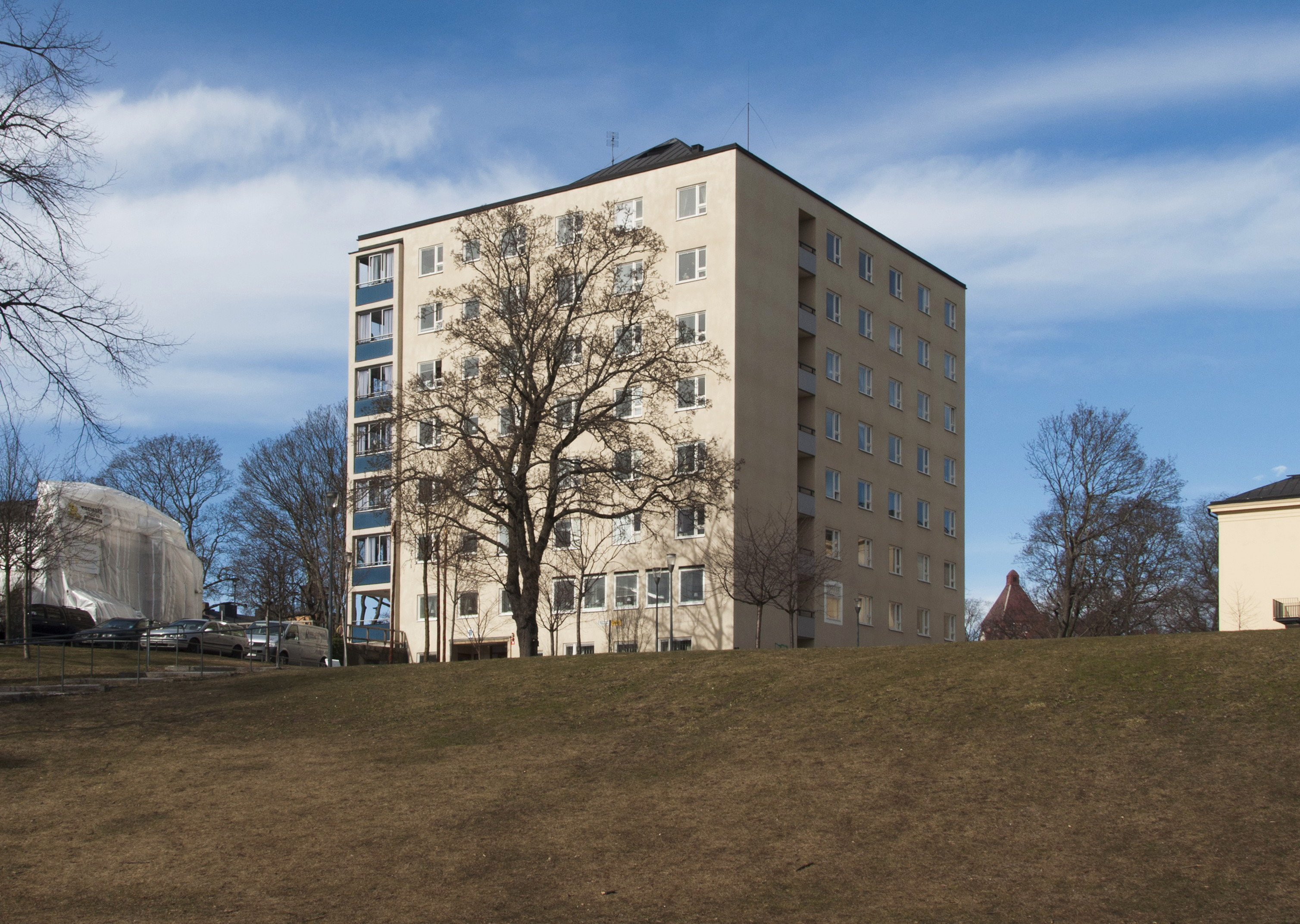
Nya hemmet i mars 2014.

Dalahöjdens äldreboende (även kallat Nya hemmet) är en vård- och omsorgsbyggnad i kvarteret Grötlunken vid Eastmansvägen 24–26 på Sabbatsbergsområdet i stadsdelen Vasastaden i Stockholm. Fastigheten Grötlunken 2 är gulmärkt av Stadsmuseet i Stockholm vilket innebär att bebyggelsen har positiv betydelse för stadsbilden och/eller har ett visst kulturhistoriskt värde.

## Historik

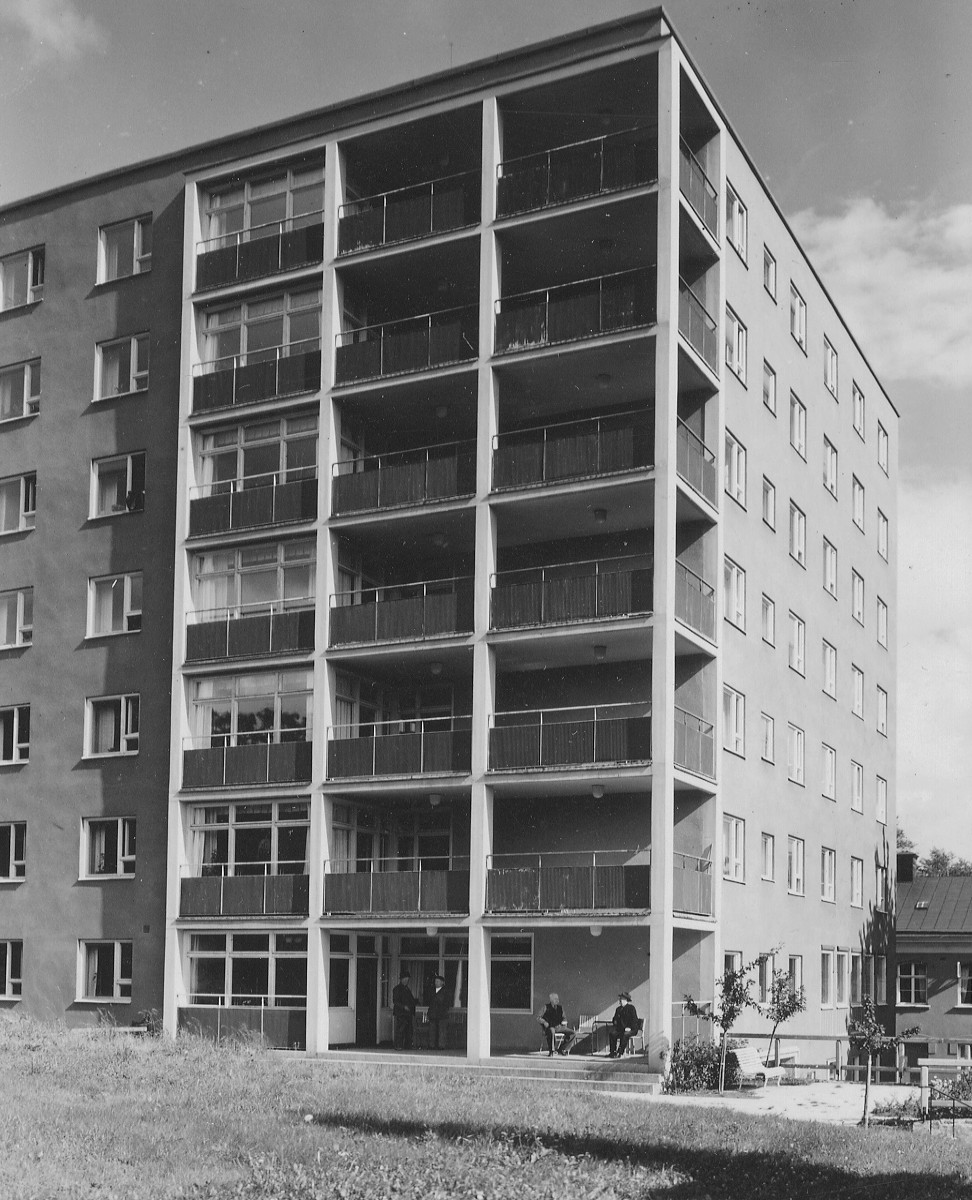
Husets karakteristiska hörnaltaner 1952.

Sabbatsbergs historiska fastigheter fungerade på 1700-talets mitt som institutionsbyggnader för fattigvård, som hälsobrunn och senare som ålderdomshem. Innan dess ägdes området av källarmästaren Valentin Sabbath som på 1710-talet både drev ett värdshus och hade sin malmgård på platsen. Den säregna fastighetsbeteckningen Grötlunken påminner om tiden då det fanns en hälsobrunn på Sabbatsberg. Grötlunken var en gemensam promenad i lugn takt (lunk) som genomfördes av brunnsgästerna efter kvällsmaten som på en hälsobrunn väsentligen bestod av gröt.

## Beskrivning
Dalahöjdens äldreboende uppfördes på Sabbatsbergs nordvästra del. Beställare var Sabbatsbergs Vård- och Ålderdomshem och huset ritades av arkitekterna Nils Sterner och Tore Virke som var verksamma vid Stockholms stads fastighetskontor. Nya hemmet, som byggnaden också kallades, stod färdig 1950 och var då Stockholms modernaste äldreboende. 
Den nästan kubiska byggnaden i åtta våningar domineras av sina kraftfulla hörnaltaner (numera inglasade) och sitt pyramidtak. På bottenvåningen fanns flera badkarsbad och rum för arbetsterapi samt behandlingsrum. Matsalen med tillhörande kök och uppehållsrum förlades till våning 1 trappa. Våningarna 2-8 innehöll 15 enkelrum och ett dubbelrum per plan.
Huset fick mycket uppmärksamhet när det stod färdig eftersom det var första gången man ordnade individuellt äldreboende, med ett antal pensionärslägenheter för gifta par. Målsättningen var att få bort prägeln av anstalt och kasern från ålderdomshemmen. Fastigheten Grötlunken ägs och förvaltas sedan år 2004 av Micasa Fastigheter. Verksamheten drivs sedan mitten av 1990-talet av det privata vårdbolaget Attendo under namnet Attendo Dalahöjden äldreboende.

## Interiörbilder

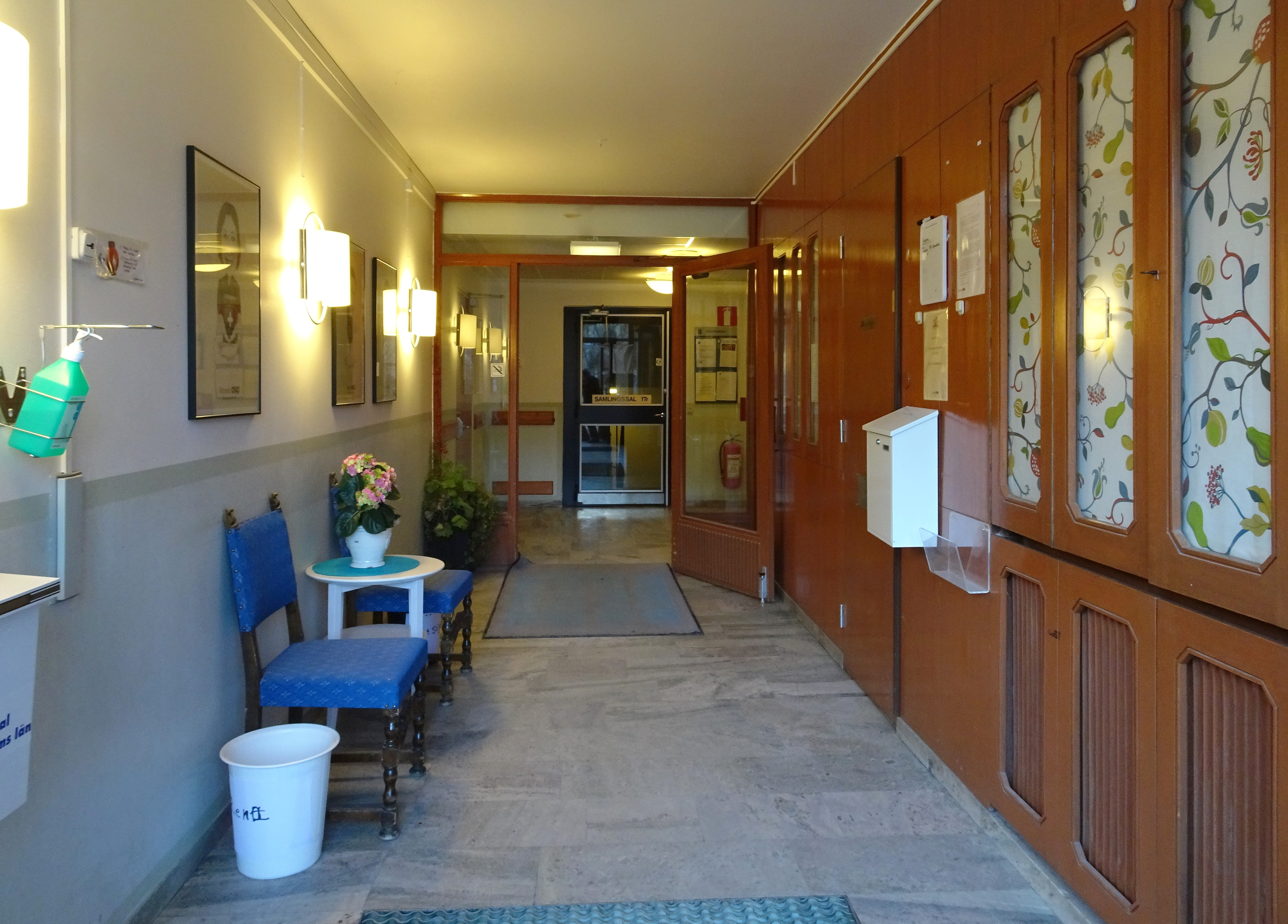
Entréhallen.
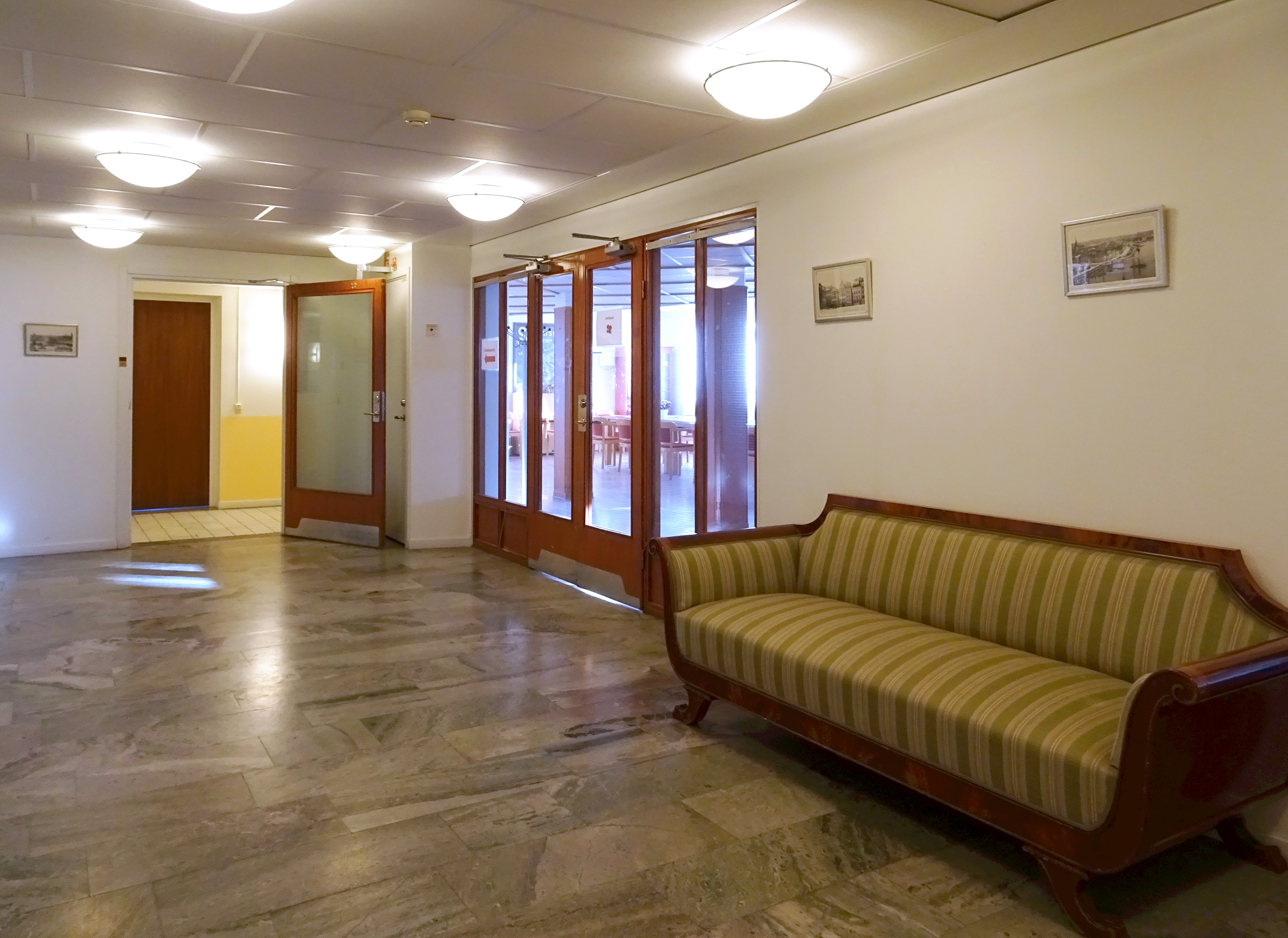
Trapphallen.
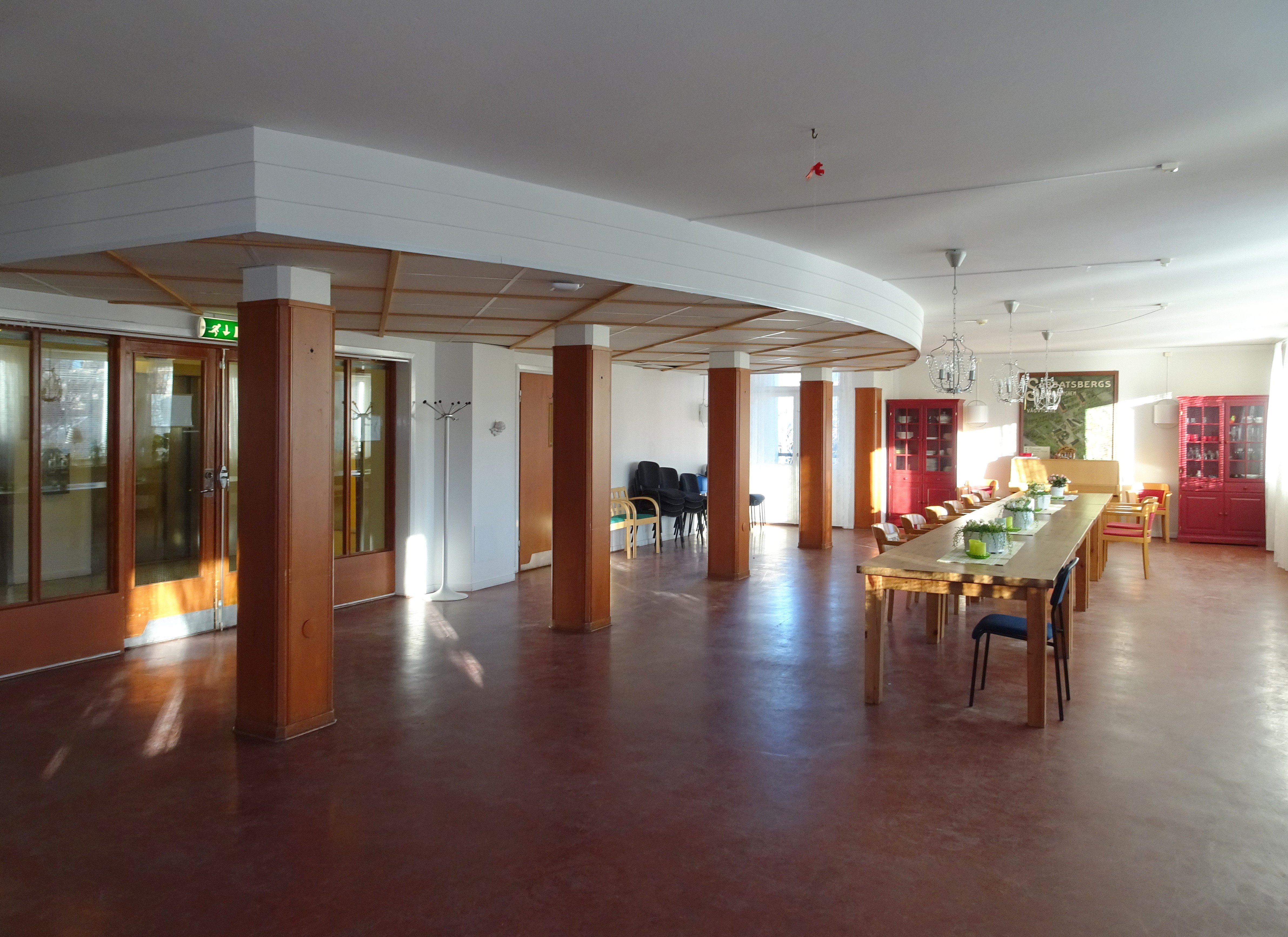
Samlingssalen.
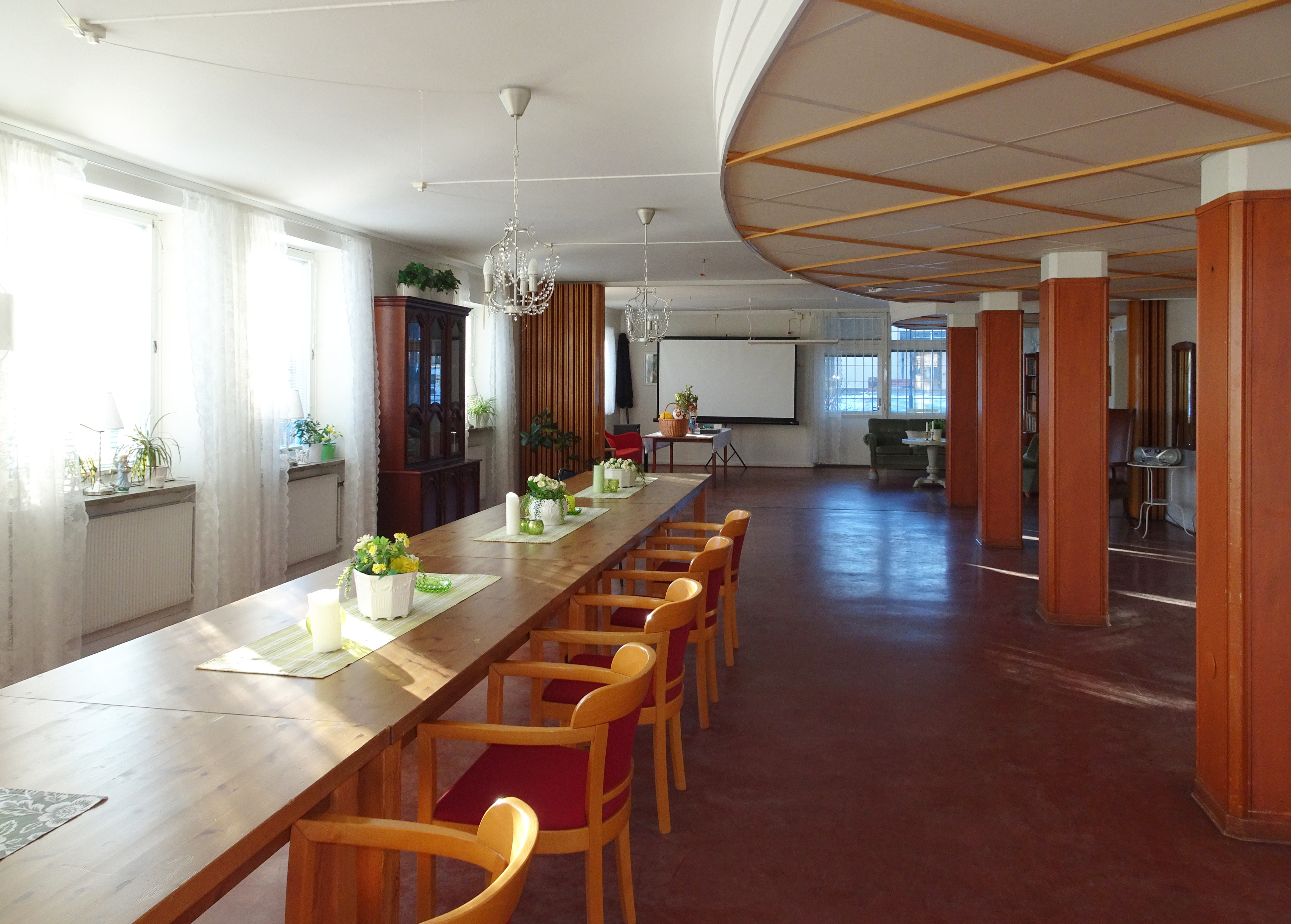
Samlingssalen.